# Rodrigo César Castro Cabral
Rodrigo César Castro Cabral, mais conhecido como Rodriguinho (Guarapuava, 5 de fevereiro de 1982), é um ex-futebolista brasileiro que atuava como meia.

## Carreira

### Jogador
Disputou quatro jogos pela Seleção Brasileira Sub-17 de 1999, com o técnico Carlos César.
Rodriguinho surgiu para o futebol no Atlético Paranaense em 2001, e marcou 13 gols de 2001 a 2003. Se envolveu em um acidente de carro, onde duas pessoas se machucaram na colisão ocorrida na Cidade Industrial de Curitiba e, a pedido do técnico Mário Sérgio, foi dispensado.
Dias depois da dispensa, Rodriguinho assinou contrato com a Portuguesa, onde ficou apenas dois meses. No mesmo ano, se transferiu para o Botafogo.
Voltou ao Atlético Paranaense em 2005.
Em setembro de 2006, acertou com o Bahia.
passou por vários clubes brasileiros como o Avaí e
No Santos, foi Campeão Paulista e da Copa do Brasil em 2010. Disputou 27 partidas pelo Peixe e marcou dois gols. Em fevereiro de 2011, foi vendido ao Neftchi PFC, do Azerbaijão, que pagou US$ 100 mil pelos 50% dos direitos do atleta.
No Neftchi, se lesionou no final de agosto de 2011 e ficou inativo por seis meses.
Em 2013, acertou seu retorno para o Sport, mas com uma passagem apagada, sem atuar em nenhuma partida por lesões, foi contratado pelo Londrina.

### Treinador
Foi técnico do São Joseense-PR, em 2016.
Em julho de 2017, assume o Cascavel sub-23 e, no ano seguinte, foi auxiliar técnico da equipe profissional do clube.
Foi auxiliar técnico do Athlético Paranaense sub-17, junto com o técnico Rogério Correia. Já em 2019, Rodrigo foi auxiliar técnico do Atlhético-PR sub-20 e em 2020, técnico do Furação sub-15.
Em 2021, atuou como auxiliar técnico de Rogério Correia no Votuporanguense. No ano seguinte, em fevereiro, assume como treinador após a demissão de Thiago Oliveira. Comandou o CAV na reta final terceira divisão e em 15 jogos teve um retrospecto de sete vitórias, quatro empates e quatro derrotas.
Após o fim da A3, acertou com o Centro Oeste-GO, da terceira divisão goiana, e levou a equipe ao vice-campeonato, conquistando uma vaga na divisão de acesso do estadual local, com um retrospecto de 6 vitórias, 2 empates e 2 derrotas.
Voltou ao Votuporanguense para a Série A3 de 2023. Foi demitido em fevereiro de 2023.

## Títulos

### Jogador
Atlético Paranaense
- Campeonato Paranaense: 2001
- Campeonato Brasileiro: 2001
- Supercampeonato Paranaense: 2002

Sport
- Campeonato Pernambucano: 2006

Santos
- Campeonato Paulista: 2010[6]
- Copa do Brasil: 2010[26]

Neftçi Baku PFC
- Campeonato Azeri: 2011-2012

Londrina
- Campeonato Paranaense - 2014